# فيكتور إمبروس
فيكتور أمبروس (بالإنجليزية: Victor Ambros) (من مواليد 1953، هانوفر، نيو هامبشير) هو عالم أحياء تنموي أمريكي حائز على جائزة نوبل في الطب لعام 2024 لاكتشافه أول حمض ريبوزي نووي ميكروي المعروف (miRNA). وهو أستاذ في كلية الطب بجامعة ماساتشوستس في ووستر، ماساتشوستس.
في 7 أكتوبر 2024، حصل بالشراكة مع العالم الأمريكي غاري روفكون على جائزة نوبل في الطب لعام 2024، لاكتشافهما الحمض الريبوزي النووي الميكروي (microRNA)، وهي فئة جديدة من جزيئات الحمض النووي الصغيرة تؤدي دورًا حاسمًا في تنظيم نشاط الجينات.